# ماهنامه دخترانه نوزاکی کون
ماهنامه دخترانه نوزاکی کون (به انگلیسی: Monthly Girls' Nozaki-kun) مجموعه مانگا چهار پانلی ژاپنی نوشته و تصویرگری ایزومی تسوباکی است که از اوت ۲۰۱۱ در حال انتشار است و تاکنون تا شانزده جلد منتشر شده است. همچنین مجموعه تلویزیونی انیمه ساخته استودیو دوجا کوبو از جولای تا سپتامبر ۲۰۱۴ پخش شد.

## داستان

شخصیت‌های اصلی داستان از چپ به راست: واکاماتسو، سئو، ساکورا، نوزاکی، میکوشیبا، کاشیما و هوری.

چیو ساکورا، دانش‌آموز دبیرستانی، عاشق هم مدرسه‌ای خود اومتارو نوزاکی است. وقتی او به او اعتراف می‌کند که دوستش دارد، او را با یک طرفدار اشتباه می‌گیرد و به او امضا می‌دهد. وقتی می‌گوید می‌خواهد با او باشد، او را به خانه‌اش دعوت می‌کند و از او برای نقاشی‌ها کمک می‌گیرد. ساکورا متوجه می‌شود که نوزاکی در واقع یک هنرمند مشهور مانگای ژانر شوجو است که با نام مستعار ساکیکو یومنو فعالیت می‌کند. او قبول می‌کند که دستیار او باشد تا به او نزدیک شود. همان‌طور که آنها بر روی مانگای او کار می‌کنند، با همکلاسی‌های دیگری روبرو می‌شوند که به آنها کمک می‌کنند و الهام بخش داستان می‌شوند.